# Kumara haemanthifolia
Espèce
Kumara haemanthifolia, anciennement Aloe haemanthifolia, est une espèce rare de plantes succulentes, originaire de hauts sommets montagneux du biome du Fynbos du Cap-Occidental, en Afrique du Sud.

## Nom et phylogénétique
Des études phylogénétiques ont indiqué que deux espèces d'aloe (plicatilis et haemanthifolia) étaient génétiquement différents des aloès et constituaient un clade entièrement distinct. Ces deux espèces ont donc été séparée en un genre distinct : Kumara.
Son nom d'espèce « haemanthifolia » a été donné en raison de sa ressemblance avec les bulbes d’Haemanthus',.

## Description

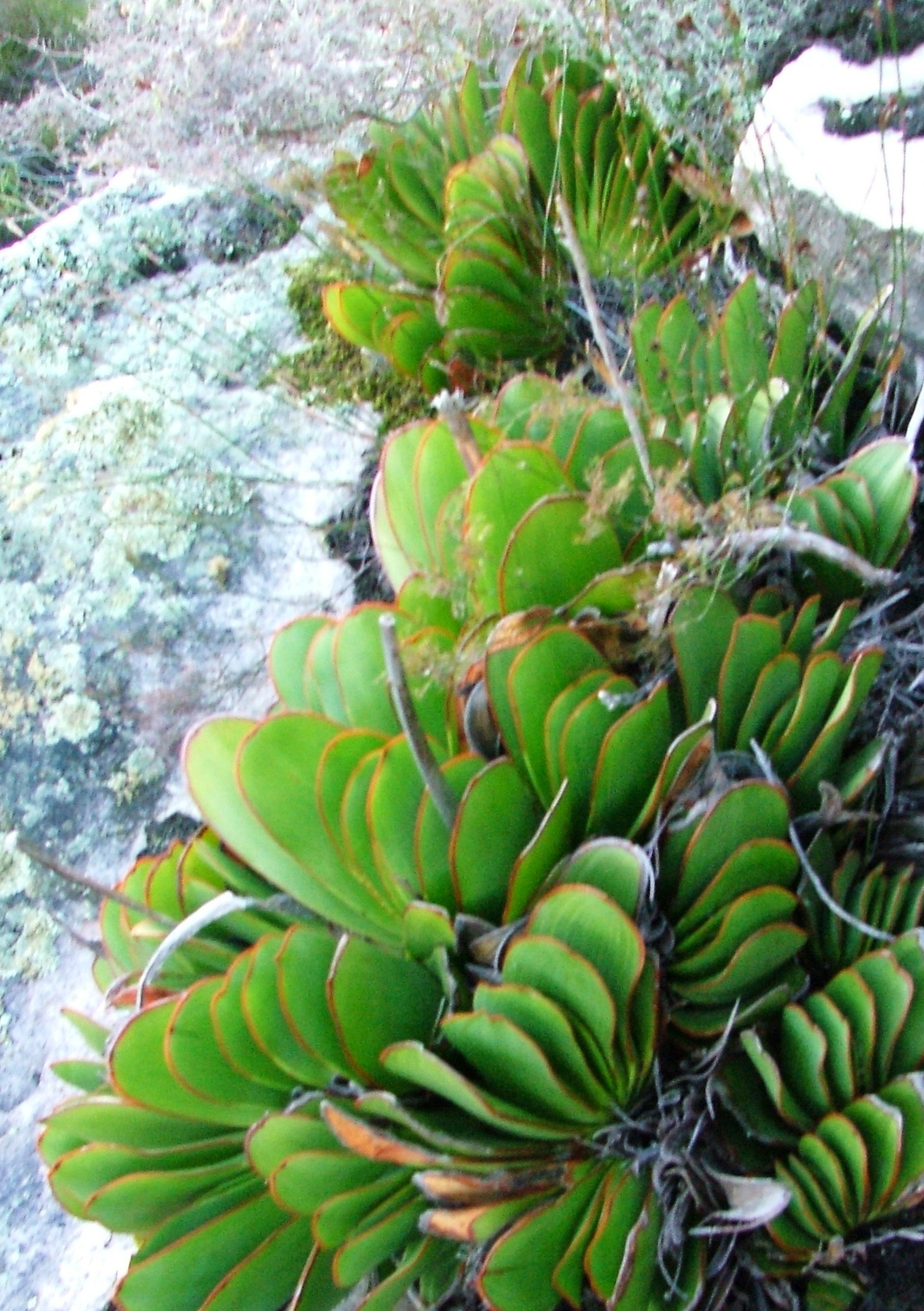
La plante pousse en groupe

Kumara haemanthifolia est une petite plante avec des feuilles vert grisâtre, vert sombre, jusqu'à vert vif en forme de lanières avec des bords rouge vif, qui mesurent jusqu'à 200 mm de long et 80 mm de large avec un apex arrondi,. Les feuilles disposées en vis-à-vis ont des bases gainées qui se chevauchent pour former des grappes qui donnent un aspect caractéristique en éventail. Elles atteignent une hauteur d'environ 50 cm. Kumara haemanthifolia est une plante robuste qui pousse rarement seule et qui se drageonne généralement librement pour former des groupes pouvant atteindre 20 plantes à la fois.
Petit et près du sol, il passe souvent inaperçu ou est pris pour un lys. Il produit des fleurs écarlates brillantes à la fin de l'hiver (septembre à novembre dans son habitat naturel),.

### Différence avec Kumara plicatilis
Semblable à son espèce sœur Kumara plicatilis de par ses feuilles et leur implantation, il est cependant acaule, alors que Kumara plicatilis est légèrement arborescent.
Une autre différence entre les deux espèces se trouve dans le suc des feuilles. Chez Kumara haemanthifolia, il est clair et aqueux tandis que chez Kumara plicatilis le jus se solidifie en une substance épaisse, jaune pâle et cireuse.

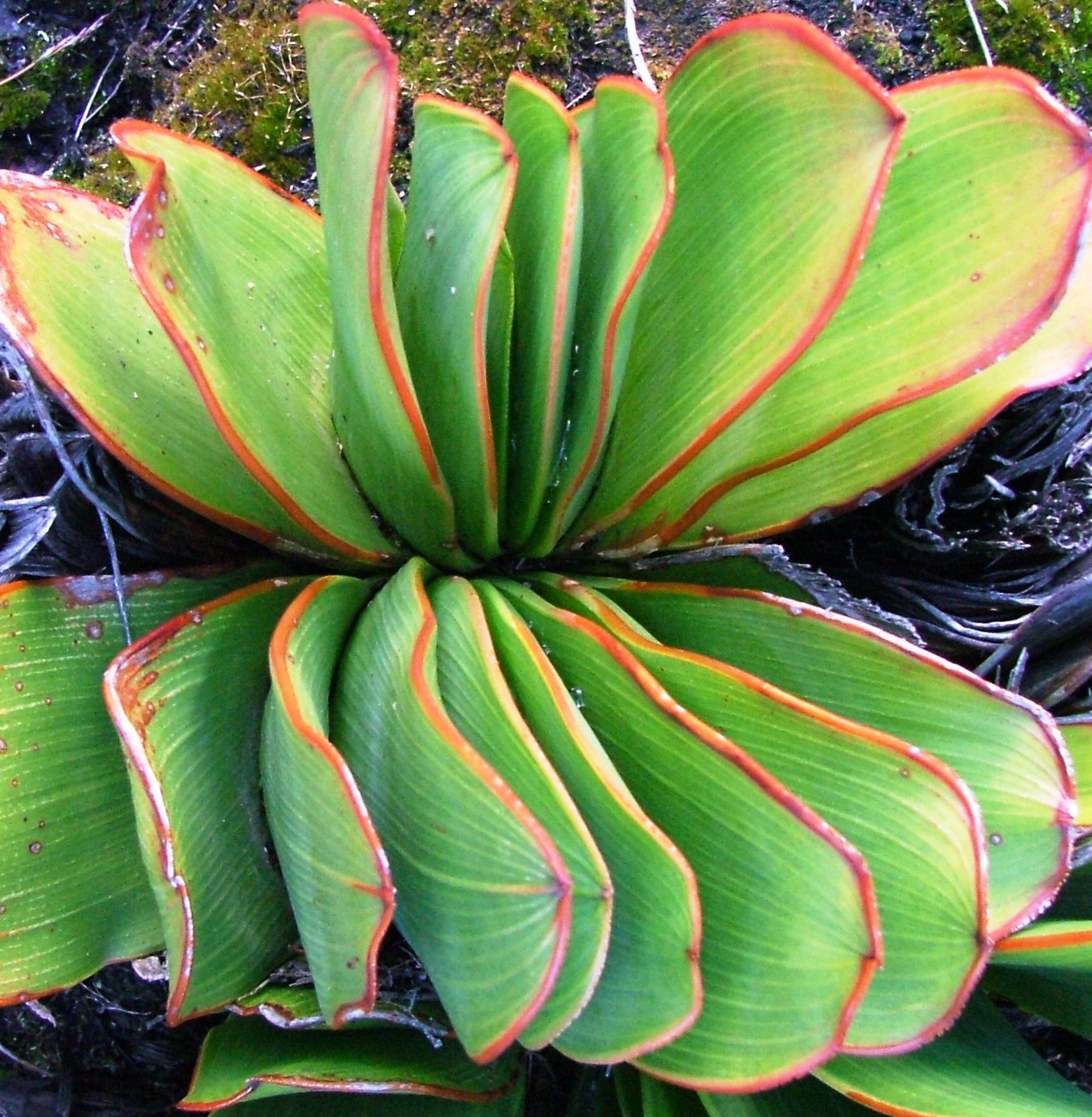
Implantation caractéristique des feuilles en éventail, comme chez Kumara plicatilis.

## Floraison
Les fleurs sont portées sur des hampes à simple capitule (en forme de tête) mesurant jusqu'à 500 mm de haut. Chaque grappe porte jusqu'à trente fleurs tubulaires, légèrement en forme de massue, rouge orangé ou écarlate jusqu'à 38 mm de long, s'élargissant en bouche. Les fleurs apparaissent au printemps australe, de septembre à octobre.

## Répartition et écologie

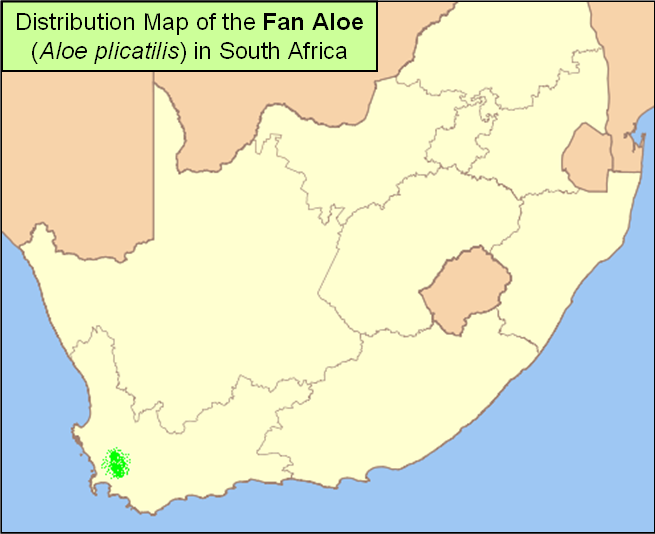
Aire de répartition naturelle de Kumara plicatilis, quasiment similaire à Kumara plicatilis

Son aire de répartition naturelle est presque identique à celle de Kumara plicatilis ; la zone montagneuse de Stellenbosch vers Ceres et des Hottentots-Holland (en) aux montagnes Kouebokkeveld (en).
Kumara plicatilis se trouve plus haut sur les sommets des montagnes que son espèce sœur. La plante semble préférer les pentes froides orientées au sud avec de fortes pluies hivernales, à des altitudes de 500 à 1700 mètres. Elle pousse dans les fissures abritées des crêtes de grès, formant des touffes denses,.
Nichée à l'intérieur des crevasses dans son habitat naturel, elle est très résistante au gel et au feu. Elle possède un important et solide système racinaire, ce qui signifie qu'elle peut repousser de nouveau, même après que toute la partie aérienne a été totalement détruite par le feu.

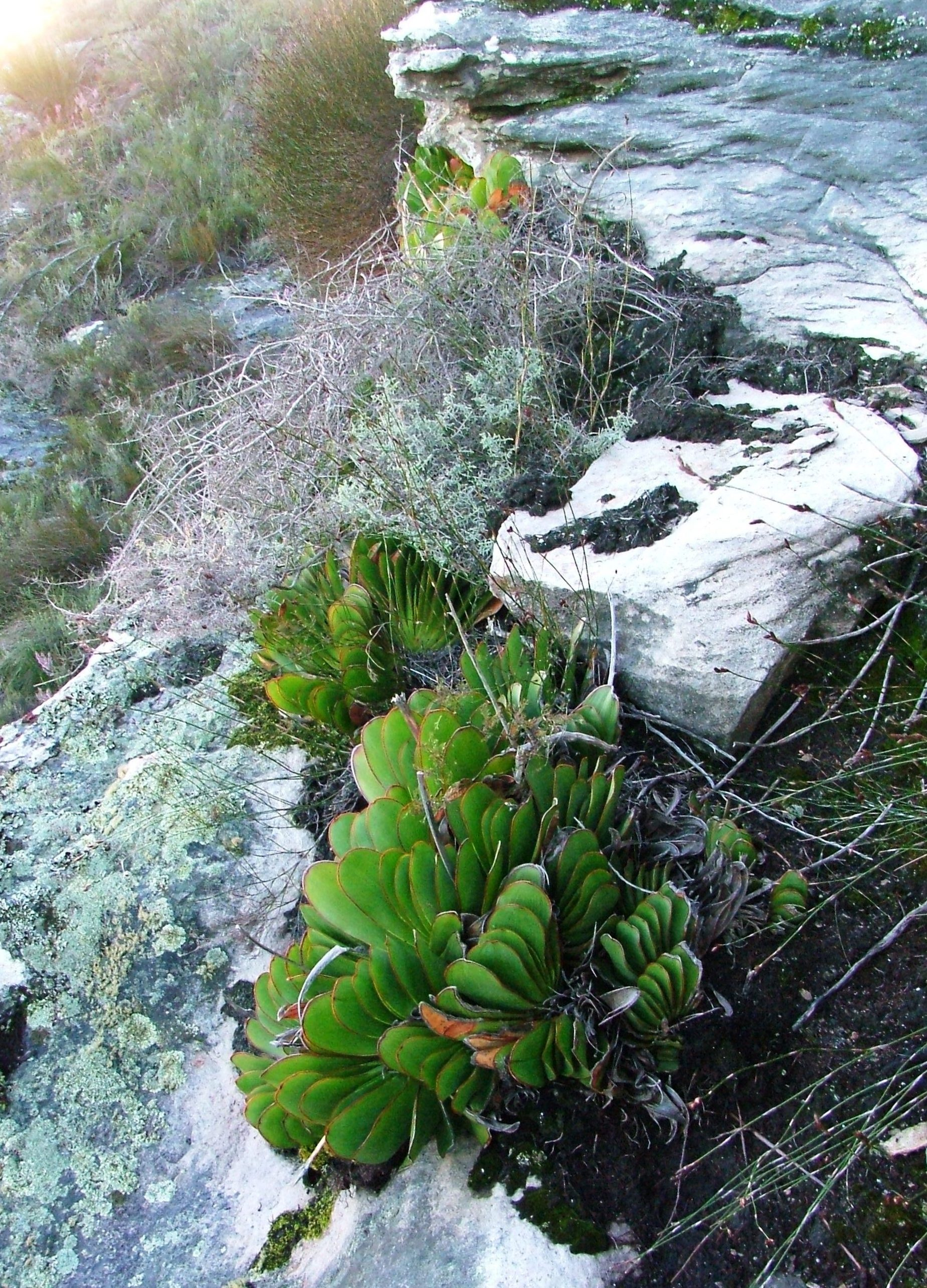
La plante pousse dans les crevasses des rochers, sur les hauteurs de montagnes

## État de conservation
Kumara haemanthifolia a une aire de répartition très limitée et était auparavant considérée comme une espèce rare. Cependant, il y a au moins 20 sous-populations qui se trouvent toutes à l'intérieur d'aires protégées, et elle prospère dans un habitat inaccessible, de sorte que l'espèce est actuellement évaluée comme étant une préoccupation mineure (LC) sans menace pour sa survie à long terme.

## Utilisation
Cette plante n'est pas cultivée en tant que plante d'ornement, de par sa rareté et ses exigences. C'est une plante qui semble très difficile à cultiver, et elle meurt généralement rapidement si elle est plantée en dehors de son habitat naturel. Kumara haemanthifolia dépend fortement du microclimat frais et humide des montagnes, comme par exemple Aloe polyphylla, et ne pourra survivre sans celui ci.